# Kenji Fitzgerald
Kenji Fitzgerald (* in Perth, Western Australia) ist ein australischer Schauspieler, Musiker, Songwriter, Kampfsportler und Tänzer.

## Leben
Während seiner Zeit auf der Schauspielschule National Institute of Dramatic Art hat er bei einer Vielzahl von Bühnenproduktionen wie Out of Reach, Journey Through the World of Moliere, Unplugged und The Kitchen mitgespielt. Er spielte in dem Kurzfilm Trapped Crow aus dem Jahr 2009 mit und komponierte die Musik dafür. Zwischen 2006 und 2010 trat er als Sänger, Gitarrist und Schlagzeuger für verschiedene Gigs in Australien und Japan auf.
2009 war er zum ersten Mal als Schauspieler zu sehen. Er spielte die Rolle des Charlie in dem Kurzfilm Love Like There’s No Tomorrow. Danach trat er in den Kurzfilmen Violet und Kiss auf. 2010 hatte er einen Gastauftritt in der australischen Fernsehserie Magical Tales. Im selben Jahr war er auch noch in dem Film Before the Rain zu sehen.
Seinen Durchbruch schaffte er mit der Rolle des Luca Benedict in der Jonathan M. Shiff-Fernsehserie Alien Surfgirls, in der er seit 2012 zu sehen ist.

## Filmografie
- 2009: Love Like There’s No Tomorrow
- 2010: Violet
- 2010: Magical Tales (Fernsehserie, 1 Episode)
- 2010: Before the Rain
- 2011: Kiss
- 2012: Alien Surfgirls
- 2014: A Fantastic Ghost Wedding
- 2017: Graffiti (Kurzfilm)
- 2018: Billionaire Boys Club
- 2020: Books of Blood